# Efekt zatłoczenia
Efekt zatłoczenia (ang. crowding) – określenie związane z faktem ponoszenia uszczerbku przez pewne dobro publiczne lub dobro zbiorowe z powodu przeludnienia.
Polega na zmniejszaniu się indywidualnych korzyści z danego dobra w stosunku do ogólnych kosztów wraz ze wzrostem liczby jego użytkowników. Efekt zatłoczenia można więc sformułować następująco: im więcej osób posiada dane dobro, tym mniejszej liczbie sprawia ono przyjemność.
Za przykład uchodzą projektowane by usprawnić ruch drogowy i transport towarowy autostrady. Im więcej osób z nich korzysta tym mniej stają się atrakcyjne dla użytkowników – ludzie dochodzą do wniosku, że wbrew oczekiwaniom wcale nie skracają czasu podróży.